# Bruno Collet
Bruno Collet (* 1965 in Saint-Brieuc) ist ein französischer Animator und Filmregisseur.

## Leben
Collet studierte an der Kunsthochschule in Rennes Kommunikationswissenschaften und Kunst und beendete sein Studium 1990 mit dem Diplôme National Supérieur d’Arts Plastiques. Er war zunächst als Assistent eines Fotografen und  Setdesigner bei Film und Fernsehen tätig, bevor er im Jahr 2000 mit einer Reihe von einminütigen Kurzanimationen unter dem Titel Avoir un bon copain sein Filmdebüt gab. Für sein Debüt mischte er Pixilation und Computeranimation. Bereits seinen zweiten, 2001 veröffentlichten, Film Le dos au mur animierte er in Stop-Motion und blieb diesem Genre für die nächsten Jahre treu. Le dos au mur handelt von einem Metallfensterladenhalter, der sein Leben und den Moment, in dem er sich einst verliebte, reflektiert. Der Film gewann unter anderem 2011 den Prix Jeune critique der Semaine Internationale de la Critique des Festivals in Cannes. Mehrfach widmete sich Collet in seinen folgenden Kurzanimationsfilmen großen Filmstars, so Robert Mitchum (Calypso Is Like So, 2003) und Bruce Lee (Der kleine Drache 2009). In seinem 2007 veröffentlichten Stop-Motion-Kurzfilm Le jour de gloire … erzählt er die Geschichte eines Soldaten im Ersten Weltkrieg und auch der mit Rotoskopie erstellte Kurzfilm Son Indochine behandelt den Krieg als zentrales Motiv.
Collets bisher größter Erfolg wurde der 2019 veröffentlichte Stop-Motion-Kurzanimationsfilm Mémorable, in dem Collet sich mit der Alzheimer-Krankheit auseinandersetzte. Der Film gewann 2019 den Cristal d’Annecy des Festival d’Animation Annecy und wurde 2020 für einen Oscar in der Kategorie Bester animierter Kurzfilm nominiert.

## Filmografie
- 2000: Avoir un bon copain (TV-Serie)
- 2001: Le dos au mur
- 2003: Calypso Is Like So
- 2005: R.I.P. repose en paix (TV-Serie)
- 2006: La tête dans le guidon (TV-Serie)
- 2007: Le jour de gloire …
- 2007: La tête dans les flocons (TV-Serie)
- 2009: Der kleine Drache (Le petit dragon)
- 2012: Son Indochine
- 2012: Petits joueurs (TV-Serie)
- 2019: Mémorable

## Auszeichnungen
- 2001: Prix Jeune critique und Petit Rail d’or der Semaine Internationale de la Critique, Internationale Filmfestspiele von Cannes, für le dos au mur
- 2004: Nominierung Cristal d’Annecy, Bester Kurzfilm, des Festival d’Animation Annecy, für Calypso Is Like So
- 2008: Nominierung Cristal d’Annecy, Bester Kurzfilm, des Festival d’Animation Annecy, für Der kleine Drache
- 2009: Preis für den Besten animierten Kurzfilm auf dem Sitges Festival Internacional de Cinema Fantàstic de Catalunya für Le petit dragon
- 2010: Nominierung Bester Kurzfilm, Internationales Filmfestival Warschau, für le petit dragon
- 2019: Cristal d’Annecy, Bester Kurzfilm, des Festival d’Animation Annecy, für Mémorable
- 2020: Oscarnominierung, Bester animierter Kurzfilm, für Mémorable